# Voortschrijdend gemiddelde

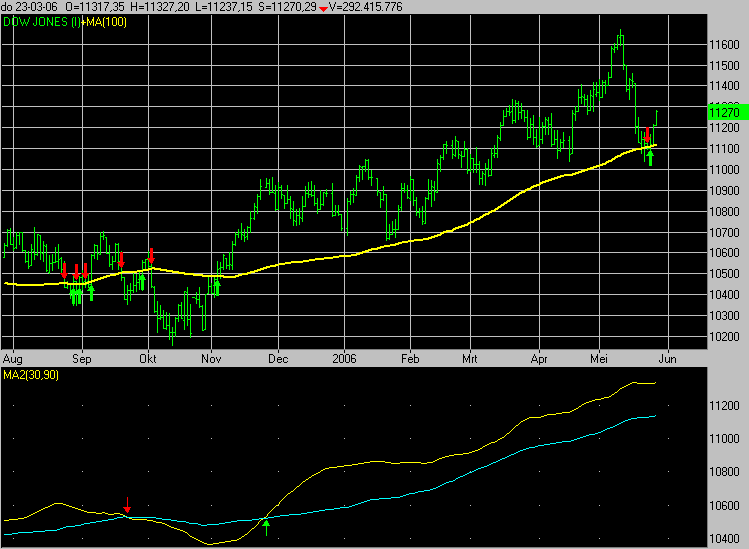
Koersgrafiek met Moving Average. Onder: korte (30-daags) plus lange (90-daags) Moving Average. Snijpunten lijnen zijn aan- en verkoopsignalen.

In de statistiek is een voortschrijdend gemiddelde, wel afgekort aangeduid met MA (Engels: moving average) het gemiddelde van een vast aantal opeenvolgende elementen in een tijdreeks. Bepaalde periodieke verschijnselen in een tijdreeks kunnen door een geschikte keuze van de periode uitgemiddeld worden, zodat het voortschrijdend gemiddelde het verloop op de langere termijn toont. Het is een vorm van smoothing.
Zo wordt het 12-maands voortschrijdend gemiddelde van de omzet berekend door van twaalf achtereenvolgende maanden de gemiddelde omzet te berekenen. Voor de volgende waarde wordt van die 12 maanden de oudste maandomzet vervangen door de nieuwste maandomzet (dezelfde maand van het volgende jaar), en wordt opnieuw het gemiddelde berekend. De seizoensinvloeden op de omzet worden zo geëlimineerd, waardoor de trend in het verloop van de jaren beter zichtbaar wordt. Ook los van seizoensinvloeden zijn de veranderingen van maand tot maand van het voortschrijdend gemiddelde gemiddeld kleiner dan van de omzetten zelf. Aan de verandering van één waarde van het voortschrijdend gemiddelde tot het volgende moet niet te veel waarde worden gehecht, want die hangt slechts af van de omzetten in twee maanden, dezelfde maand van twee opeenvolgende jaren (het is 1/12 van de verandering tussen die twee). Voor het bepalen van een trend kunnen beter meer waarden bekeken worden. 
Een variant is het gewogen voortschrijdend gemiddelde, waarin de laatste koersen relatief meer gewicht krijgen in de berekening. Dan bestaat er ook de exponentiële variant, waarbij de middeling plaatsvindt d.m.v. een dempingspercentage α. Een variant met een ander karakter is het cumulatieve voortschrijdend gemiddelde, dat eenvoudig het gemiddelde is van alle tot dan toe bekende data.

## Berekening
| Dag | Koers | MA berekend over 3 dagen |
| --- | ----- | ------------------------ |
| 1   | 10    |                          |
| 2   | 11    |                          |
| 3   | 15    | 12                       |
| 4   | 7     | 11                       |
| 5   | 9     | 10,3                     |
| 6   | 6     | 7,3                      |
| 7   | 7     | 7,3                      |
| 8   | 8     | 7                        |
| 9   | 17    | 10,7                     |
| 10  | 20    | 15                       |

### Simpel voortschrijdend gemiddelde
Voor de tijdreeks {\displaystyle (x_{n})} is het voortschrijdend gemiddelde over een periode {\displaystyle N} de rij van gemiddelden {\displaystyle \mathrm {MA} _{n}} over de {\displaystyle N} elementen van de tijdreeks van de afgelopen periode, d.w.z.:
{\displaystyle \mathrm {MA} _{n}={\frac {1}{N}}\sum _{k=0}^{N-1}x_{n-k}}
Het simpele voortschrijdend gemiddelde kan direct na afloop van een periode berekend worden.

### Gecentreerd voortschrijdend gemiddelde
In veel gevallen is het wenselijker te middelen over een periode die symmetrisch rond het "tijdstip" {\displaystyle n} ligt, dus met {\displaystyle m} data vóór {\displaystyle n} en {\displaystyle m} data na {\displaystyle n}:
{\displaystyle \mathrm {MA} _{n}={\frac {1}{2m+1}}\sum _{k=-m}^{m}x_{n-k}}
Voor het berekenen van het gecentreerde voortschrijdend gemiddelde moet gewacht worden tot de periode waarover gemiddeld wordt, is afgelopen.

### Gewogen voortschrijdend gemiddelde
Het gewogen voortschrijdend gemiddelde, WMA ('weighted moving average'), van de tijdreeks {\displaystyle (x_{n})} is een voortschrijdend gemiddelde met weegfactoren {\displaystyle (w_{0},w_{1},\ldots ,w_{m})}. Meestal worden de weegfactoren aflopend gekozen, zodat de data die meer in het verleden liggen, minder gewicht krijgen.
{\displaystyle {\text{WMA}}_{M}(x)={\frac {1}{\sum _{i=0}^{m}w_{i}}}(w_{0}x_{M}+w_{1}x_{M-1}+\ldots +w_{m-2}x_{M-m+2}+w_{m-1}x_{M-m+1}+w_{m}x_{M-m})}
Wiskundig stelt het gewogen voortschrijdend gemiddelde de convolutie voor van de tijdreeks met het genormeerde venster van de weegfactoren:
{\displaystyle {\text{WMA}}_{M}(x)={\frac {1}{\sum _{i=0}^{m}w_{i}}}(w*x)(M)}

### Exponentieel voortschrijdend gemiddelde
Bij het exponentieel voortschrijdend gemiddelde, EMA, tellen alle voorgaande gegevens gewogen mee, maar met een weegfactor die steeds een factor kleiner wordt naarmate het gegeven verder in het verleden ligt. 
{\displaystyle {\text{EMA}}_{t}=\alpha x_{t}+\alpha (1-\alpha )x_{t-1}+\alpha (1-\alpha )^{2}x_{t-2}+\ldots +\alpha (1-\alpha )^{t}x_{0}=}
{\displaystyle =\alpha \sum _{i=0}^{t}(1-\alpha )^{t-i}x_{t-i}}

Dat houdt ook in dat
{\displaystyle {\begin{cases}{\text{EMA}}_{1}=x_{1},\\{\text{EMA}}_{t}=\alpha x_{t}+(1-\alpha ){\text{EMA}}_{t-1},&t>1,\end{cases}}}
Verder uitgewerkt 
{\displaystyle {\begin{cases}{\text{EMA}}_{1}=x_{1},\\{\text{EMA}}_{t}={\text{EMA}}_{t-1}+\alpha (x_{t}-{\text{EMA}}_{t-1}),&t>1,\end{cases}}}
wat de berekening vereenvoudigt.